# 印度尼西亞—卡達關係
印度尼西亞－卡達關係是指印度尼西亞共和國和卡達國之間的外交關係。印卡兩國均為穆斯林占多數的國家，其中印尼是全球穆斯林人口最多的國家，兩國也同時是伊斯蘭合作組織成員。雙方於1976年正式建立外交關係，並分別於對方首都設立外交代表機構，印尼於多哈設有大使館；卡達則於雅加達設有大使館。
印尼和卡達在航空運輸、旅遊和農業合作等領域簽署多份諒解備忘錄。

## 高層互訪
卡達握有石油和天然氣資源，使該國成為全球最富有的國家之一。時任印尼總統蘇西洛·班邦·尤多約諾於2006年對多哈進行國是訪問，以吸引卡達企業前往印尼投資；時任卡達埃米爾哈邁德·本·哈利法·阿勒薩尼也於2009年訪問雅加達。2011年12月第4屆峇里民主論壇期間，時任卡達首相哈馬德·本·賈西姆·本·賈比爾·阿勒薩尼再次與尤多約諾會晤。

## 貿易和投資
兩國2011年的雙邊貿易總額達6.836億美元，較2010年增長5.2％。而卡達的貿易順差多年來均高於印尼，主因分別是卡達人口數過少，對印尼商品的需求不足；而印尼對石油的需求卻不斷增加，使該國進口的商品幾乎都與石油有關。印尼對卡達出口的商品包括家具、辦公用品、紙張和家用電器等。
印尼是卡達企業的投資地之一。2010年5月，卡達投資局旗下的投資部門卡達控股（Qatar Holdings）成立了價值10億美元的印尼基金。卡達跨國電信公司歐蕾朵目前持有印尼第二大電信公司PT Indosat65％的股份，價值超過30億美元；部分印尼公司也於卡達當地投資，大多與石油業有關，其中包括經營卡達第三油氣區（Qatar’s Sector-3）的印尼國家石油公司伯達米那。

## 跨國移工
2014年，約有4萬名印尼人於卡達工作，一部分工作於石油部門，另一部分則從事家政工作。卡達會自印尼尋找技術性和訓練有素的工人，如石油工人和護理人員。根據2014年初印尼人力部發布的資料顯示，卡達方面發出了一項對印尼技術性移工的需求，以補充當地數千個工作崗位，其中包括石油和天然氣工人、酒店和接待人員、訊息技術人員、建築工程人員以及護理人員。